# Sint-Nicolaaskerk (Dorohoi)
De Sint-Nicolaaskerk (Roemeens: Biserica Sfantul Nicolae) is een orthodox kerkgebouw in de Roemeense stad Dorohoi. Historisch behoort ze tot de beschilderde, middeleeuwse kerken in Moldavië, alhoewel ze niet is opgenomen in de Erfgoedlijst van UNESCO.
De kerk werd opgericht onder de Moldavische prins Stefaan de Grote in 1495. Ze werd beschilderd met fresco's tussen 1522 en 1525. De voorstellingen op deze fresco's komen thematisch overeen met de fresco's van vroegere datum in de Sint-Nicolaaskerk in het klooster van Popăuți in Botoșani. De anonieme kunstenaar van Dorohoi maakte echter rijkere en ruimere tableaus met meer personages, zoals in de Aanhouding van Jezus.